# Andrija Bánffy
Andrija Bánffy je bio visoki hrvatski dužnosnik, član hrvatske plemenitaške obitelji Bánffyja (Banića). 
Bio je hrvatski podban  (1473. – 1476.). Kad je umro ban Ivan Ernušt, obnašao je dužnost hrvatsko-slavonskog bana od 1476. do 1477. godine. Pokušavao je organizirati obranu od osmanskih osvajača. 
U izvorima na mađarskom jeziku ime mu nalazimo u obliku Bánfi András.